# Epipagis sanguimarginalis
Epipagis sanguimarginalis là một loài bướm đêm trong họ Crambidae.